# Мазарини, Поль-Жюль де Лапорт де Ламейере
Поль Жюль де Лапорт де Ламейере (фр. Paul Jules de La Porte, duc de La Meilleraye; 25 января 1666 — 7 сентября 1731, Париж), герцог де Ретелуа-Мазарен, де Ламейере и де Майен — французский государственный деятель.

## Биография
Сын Армана-Шарля де Лапорта де Ламейере, герцога де Ретелуа-Мазарена, де Ламейере и де Майена и Гортензии Манчини.
Пэр Франции, принц де Шато-Порсьен, граф де Феретт, де Бельфор, де Секондиньи, де Ла-Фер, де Марль, де Розмон, де Тан, барон д'Альткирш, де Масси, де Ам, де Партене, де Сен-Мексан, маркиз де Монкорне, Шийи и Лонжюмо, сеньор Иссенайма и Элля.
Был губернатором городов и цитаделей Пор-Луи, Блаве, Энбона и Кемперле в Бретани. В 1699 году наследовал матери как герцог де Мазарен и де Майен. Принес присягу в Парламенте 23 августа 1700. Покровитель коллежа Четырех Наций в Парижском университете. В 1713 году наследовал отцу как герцог де Ламейере.

## Семья
Жена (декабрь 1685): Фелис-Шарлотта-Арманда де Дюрфор (ум. 1730), дочь Жака-Анри де Дюрфора, герцога де Дюраса, и Маргерит-Фелис де Леви
Дети:
- Арманда-Фелис (3.09.1691—12.10.1729). Муж (2.04.1709): Луи III де Майи, маркиз де Нель, принц Оранский и де Л'Иль-су-Монреаль (ум. 1748)
- дочь (1692—23.12.1693), умерла в возрасте 18 месяцев, не успев получить имя
- Ги-Поль-Жюль (12.09.1701—30.01.1738), герцог де Ретелуа-Мазарен, де Ламейере и де Майен. Жена (5.05.1717): Луиза-Франсуаза де Роган, (4.01.1695—25.07.1755), дочь герцога Эркюля-Мериадека де Рогана и Анн-Женевьевы де Леви
- Анри-Жюль (2.03.1703—28.07.1715), герцог де Майен